# Мин, Евгений Миронович
Евгений Миронович Мин (Минчиковский; 1912, Иркутск — 1983, Ленинград) — русский советский писатель, театровед, критик.

## Биография
Родился в семье заведующего сейсмической станцией. В 1916 семья переехала в Вятку, в 1926 — в Ленинград. Окончил 23-ю школу (бывшее Петровское коммерческое училище). Учился на отделении теоретической физики Физико-механического института (отраслевого вуза Ленинградского политехнического института), но оставил его, чтобы заняться журналистикой. Некоторое время работал завлитом Ленгосэстрады.
Участник Великой Отечественной войны, командир миномётного взвода. После второго тяжёлого ранения осенью 1943 года уволен в запас. До конца войны жил в Новосибирске, где работал на радио. После войны занимался литературным трудом. Похоронен на Серафимовском кладбище.

### Семья
- Отец — Мирон Яковлевич Минчиковский (1885—1958), инженер, был занят в производстве физических приборов.
- Брат — писатель Аркадий Минчковский.

## Творчество
С 1932 года выступал как театральный критик. После войны писал пьесы в соавторстве с братом. Автор новелл; известны его произведения в жанре лирико-философской миниатюры. Его перу принадлежат литературные сборники «Обыкновенная муза», «Пятое колесо», «Сиреневая звезда», «Ценный подарок», «Шестое чувство» и др. Публиковался в газетах «Рабочий и театр», «Ленинградская правда» и др.

## Произведения

### Художественная проза
- Сиреневая звезда : [Сборник] / [Ил.: Б. Ф. Семенов]. — Л. : Советский писатель. Ленинградское отделение, 1971. — 207 с.
- Другие времена: Юмористические рассказы. Л.: Советский писатель, Ленинградское отделение, 1978.
- Обыкновенная муза: Житейские истории и сказки для взрослых, Л.: Советский писатель, Ленинградское отделение, 1982.
- Ценный подарок: Житейские истории и сказки для взрослых. Л.: Советский писатель, Ленинградское отделение, 1988.

### Статьи
- Молодые москвичи. «Закон Ликурга» в Московском рабочем художественном театре // Рабочий и театр. 1935, № 9 (май). С. 9.
- «Как закалялась сталь» (Спектакль Литературного театра) // Ленинградская правда. 1937, 6 марта. С. 4.